# Don Cristóbal Segundo
Don Cristóbal Segundo é uma junta de governo da província de Entre Ríos, na Argentina.